# Gollumiella ochreata
Gollumiella ochreata is een vliesvleugelig insect uit de familie Eucharitidae. De wetenschappelijke naam is voor het eerst geldig gepubliceerd in 2004 door Heraty.